# Barreiros (Industrieunternehmen)

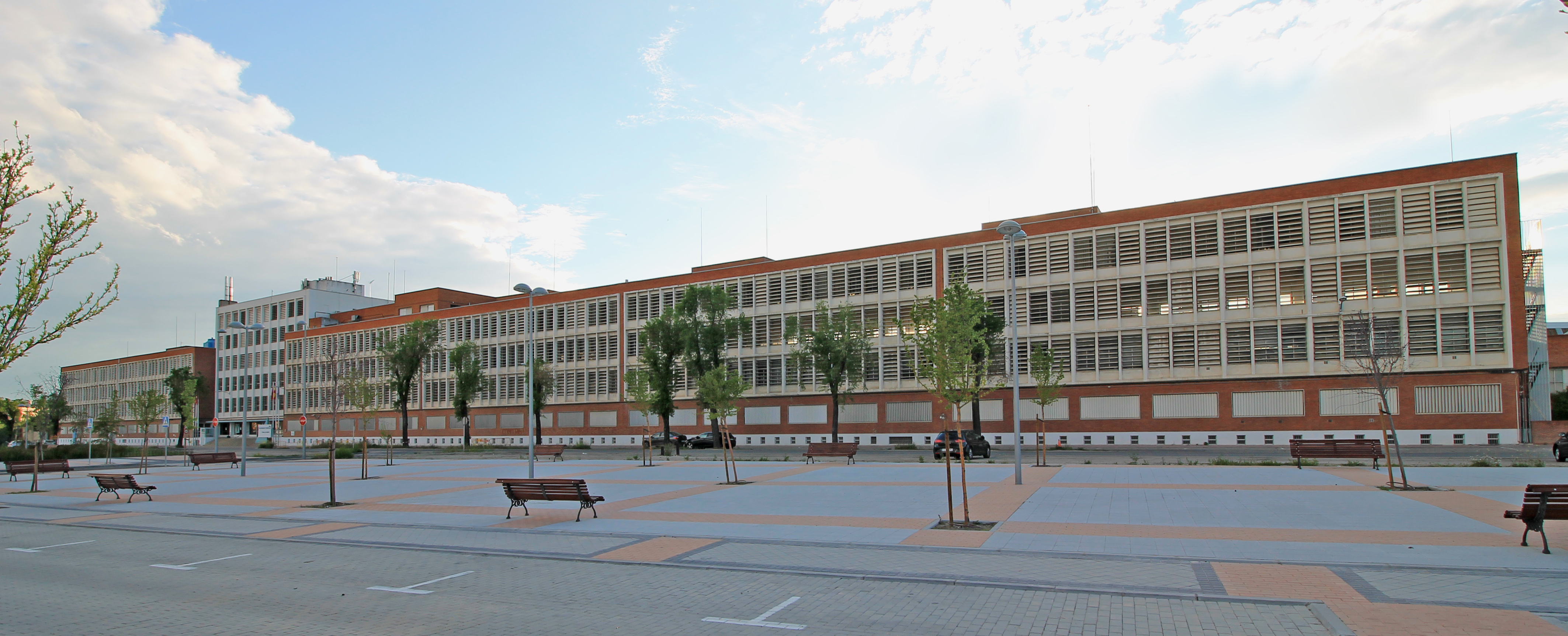
Unternehmenszentrale von Barreiros (Madrid).

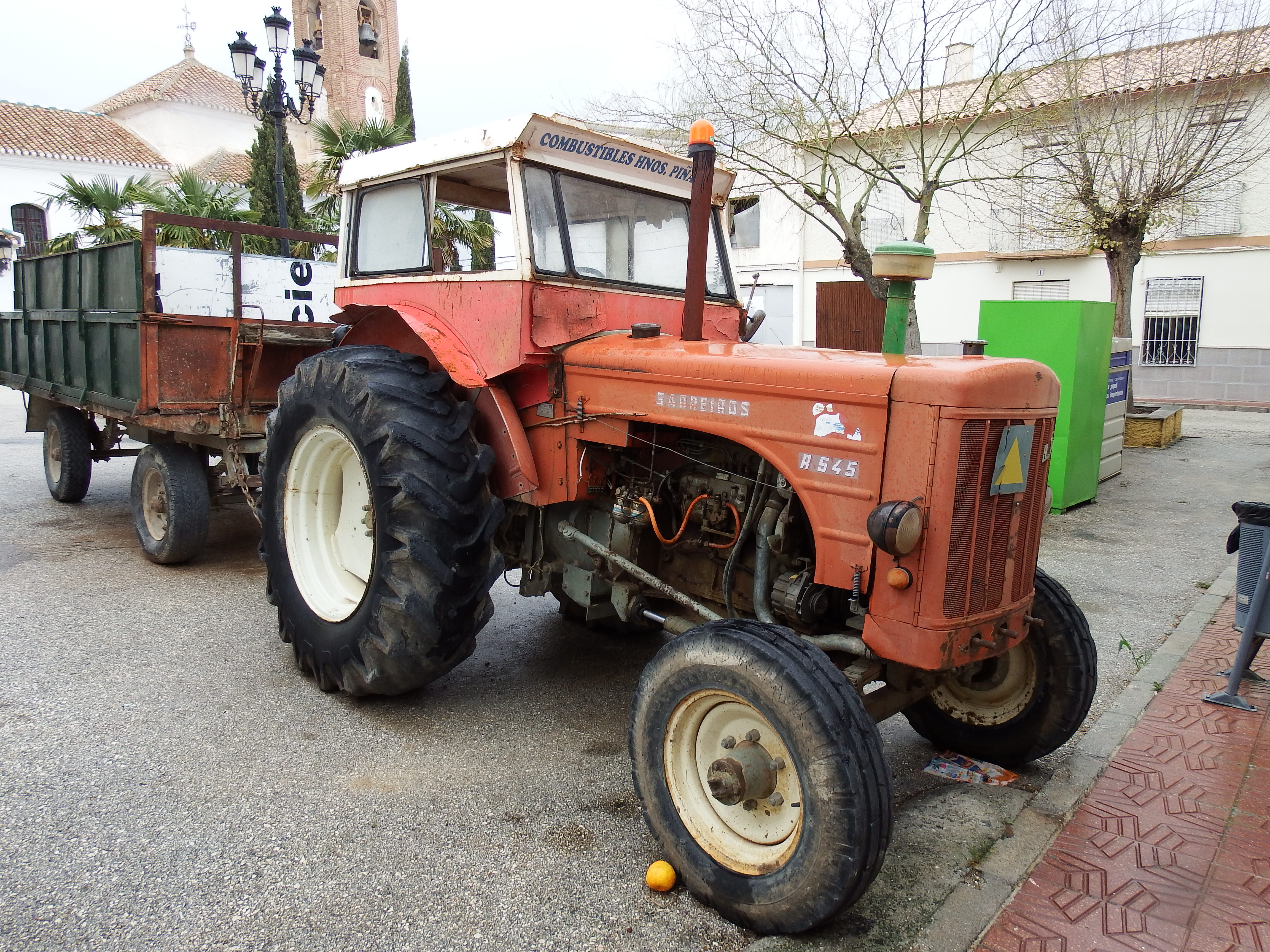
Barreiros R545

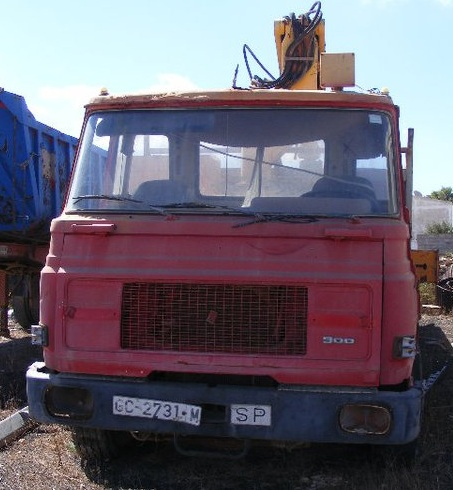
Barreiros-LKW auf Fuerteventura

Barreiros war ein spanisches Industrieunternehmen, das von Eduardo Barreiros gegründet wurde. Das Hauptgeschäftsfeld war die Produktion von Motoren und Karosserien für Lastwagen und Traktoren.

## Unternehmensgeschichte
1945 kaufte Eduardo Barreiros eine Autobuslinie, die sein Vater in Ourense (Galicien) besessen hatte. Daraufhin gründete er das Unternehmen Barreiros Empresa Constructora, S.A. (BECOSA). In der Provinz Orense knüpfte er Kontakte zur Öffentlichen Straßenverwaltung, für die er Ersatzteile und Utensilien zum Straßenbau fabrizierte. In den folgenden Jahren entschied er sich, Ottomotoren in Dieselmotoren umzubauen, was ihm eine sichere wirtschaftliche und finanzielle Basis gab, um 1954 Barreiros Diesel mit einem Kapital von 10 Mio. PTA zu gründen. Dort fertigte er täglich durchschnittlich drei Einheiten des EB-6 Motors mit der Barreiros-Technologie (zur Verwendung in Lastkraftwagen von 5 bis 7 Tonnen). Er erwarb ein Gelände von anfangs 20.000 m² in Villaverde bei Madrid. Dort gründete er das Unternehmen Compañía Anónima de Bombas, S.A. (CABSA), um Einspritzpumpen und elektrische Ausrüstung zu produzieren.
In den Folgejahren produzierte Barreiros dort Dynamos, Anlasser und Regler. Danach stellte er auch Generatoren, Schweißgeräte und elektrische Bremsen für Lastwagen her. Zu jener Zeit fertigte Barreiros Traktoren in Lizenz von Hanomag.
1957 gewann Barreiros einen Wettbewerb in Portugal bei einer Ausschreibung von 300 Lastwagen für das portugiesische Heer gegen englische, amerikanische und französische Wettbewerber. Dieser Fronthauber mit 5 Tonnen Gesamtgewicht besaß bereits einen Vierradantrieb und wurde unter der Bezeichnung „el abuelo“ (= der Großvater) angeboten.

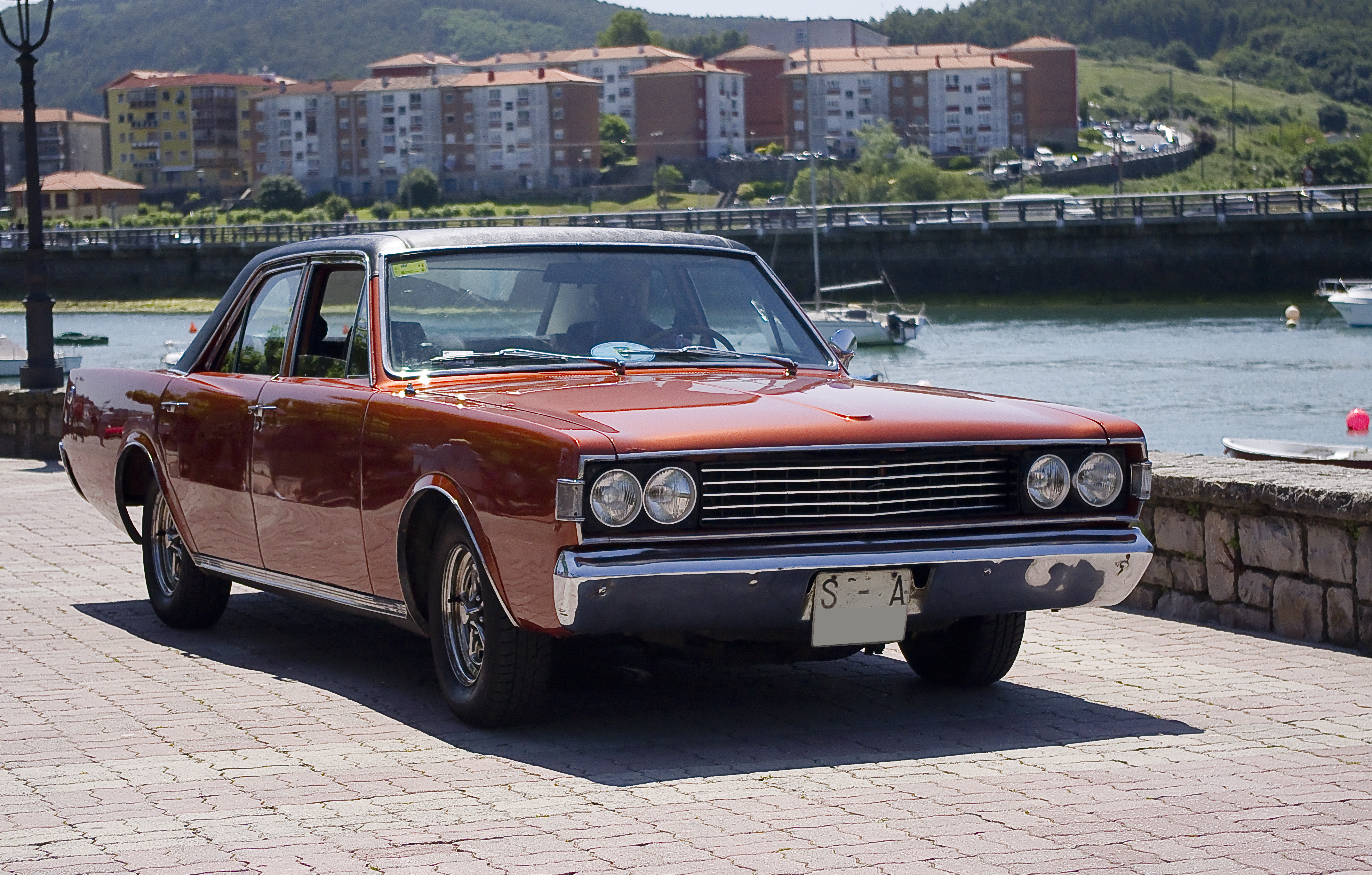
Dodge 3700

1962 verbündete sich Barreiros mit Chrysler, um Pkw der Marken Dodge und Simca zu produzieren. Dabei bot Barreiros eine für das in jenen Jahren wenig motorisierte Spanien erstaunlich große Modellpalette an: Neben dem in Deutschland als Simca 1000 bekannten Heckmotormodell, das in Spanien unter der Bezeichnung Simca 900 Special mit 950 cm³ angeboten wurde, bot Barreiros den als Simca 1100 bekannten Frontantriebler mit einem ursprünglich nur in Spanien von Barreiros offerierten 1200-cm³-Motor an. Zusätzlich verfügte Barreiros noch über einige Dodge-Modelle nord- oder südamerikanischer Herkunft. Dazu gehören der vom gleichnamigen US-Modell abgeleitete Dodge Dart (1965 bis 1970) und der auf den argentinischen Dodge Polara zurückgehende Dodge 3700. Seit 1973 wurde spanische Dodge 3700 auch in der Schweiz angeboten. Für spanische Taxiunternehmer bot Barreiros noch eine Variante des Dodge mit einem Barreiros-Dieselmotor an, der jedoch über weniger Fahrkomfort und Fahrkultur als das Originalbenzinmodell verfügte. 1965 und 1966 fertigte Barreiros im Auftrag Chryslers in Kleinstserie die Crown Imperial Limousine, ein Repräsentationsfahrzeug, das zuvor bei Ghia in Italien hergestellt worden war.
In den Folgejahren erreichte die Marken in jener Epoche unbekannte Absatzzahlen, die mit einem Umsatz von 7 Mrd. PTA verbunden waren. Die Firma NAZAR in Saragossa wurde übernommen, in der die Mehrheit der Fabrikationselemente für Straßenbaumaschinen, Traktoren und Omnibusse konzentriert wurde. Ein Pionierunternehmen zur Autofinanzierung wurde mit einem Kapital von 100 Mio. PTA mit einer Beteiligung von 60 % durch Barreiros gegründet.
1967 erwarb Chrysler die Mehrheit der Aktiengesellschaft, überließ jedoch anfangs noch der Familie Barreiros weiterhin die Leitung. Bis 1969 hatte Chrysler seinen Anteil weiter erhöht. Barreiros verlor seinen Einfluss im Unternehmen. In diesem Jahr absorbierte Chrysler seine spanische Tochter vollständig.
Barreiros produzierte weiterhin solide Dieselmotoren, Lastwagen und Omnibusse. Glieder- und Sattelzüge waren in Spanien bis in die 1980er Jahre praktisch unbekannt. Aber wie auch der spanische Konkurrent Pegaso verfügte Barreiros über ein schweres Frontlenkermodell, einen Vierachser, dessen beide Vorderachsen bereits gelenkt wurden und das sowohl als Pritschenwagen, wie als Kipper angeboten wurde. Die Fahrzeuge und Motoren waren so grundsolide gefertigt, dass es noch heute möglich ist, Lastwagen und Traktoren der Marke Barreiros in Spanien zu finden.
Als der Konzern Chrysler 1978 in wirtschaftlichen Schwierigkeiten steckte, verkaufte er seine gesamten europäischen Aktivitäten an den Peugeot-Konzern. Die Lkw-Marke Barreiros Diesel SA wurde in den Renault-Konzern integriert und verschwand damit endgültig.
Obwohl Barreiros viel zur Verbesserung der Dieselmotortechnik, wie auch vieler Fahrzeugelemente von schweren Maschinen beitrug, erhielt er für seine Arbeit nicht die verdiente Anerkennung. In den 1980er Jahren bewarb sich Barreiros, der bereits seit mehreren Jahren nicht mehr über sein eigenes Unternehmen verfügte, mit einer eigenen modernen Dieselmotorkonstruktion bei einem Wettbewerb in Kuba, den er unter der Aufsicht des britischen Lloyd’s Register gewann.

## Produktionszahlen Barreiros
|                    | Jahr | 1970 | 1971 | 1972 | 1973  | 1974  | 1975  | 1976 | 1977 |
| ------------------ | ---- | ---- | ---- | ---- | ----- | ----- | ----- | ---- | ---- |
| Lastwagen über 6 t |      |      |      |      | 5.523 | 6.945 | 5.494 |      |      |

Quelle: